# Жевжик
Жевжик (біл. Жэўжык) — персонаж білоруської мітології, водяне божество та покровитель річок, озер та інших водойм. Йому підкоряються всі водяні духи й божества, зокрема й Лозавік та Водяник. Ніколи не шкодить і завжди допомагає потопаючим людям, часто навіть дістає потонулі човни з водяного дна. Він також є абсолютно невидимим для людей.

## Опис
Жевжик — це водяне божество, що живе на дні найглибшого у світі озера, лише ночами він може підійматися на поверхню і неспішно об'їжджає свої володіння на човні, розганяючи довгою палкою перед собою хвилі. Він є покровителем річок, озер та інших водойм — йому підкоряються всі водяні духи й божества, зокрема й Лозавік та Водяник. Найчастіше постає у вигляді худорлявого дідка невеликого зросту, із неймовірно довгою червоною бородою, довгою шиєю, невеликою головою, з довгими, але маленькими руками, такими ж пальцями та тонкими ногами, але при цьому володіє безмірною силою та спритністю й може навіть однією рукою витягнути потопаючого човна і врятувати людей, що опинилися в небезпеці. Він ніколи не шкодить людям і завжди допомагає їм, йому підвладні навіть буря і вітер. Жевжик є незримим для людей, оскільки пересувається виключно на своєму невидимому човні. 
Жевжик є абсолютно безсмертною істотою, і не гине навіть при знищенні місця його існування.